# Valzer

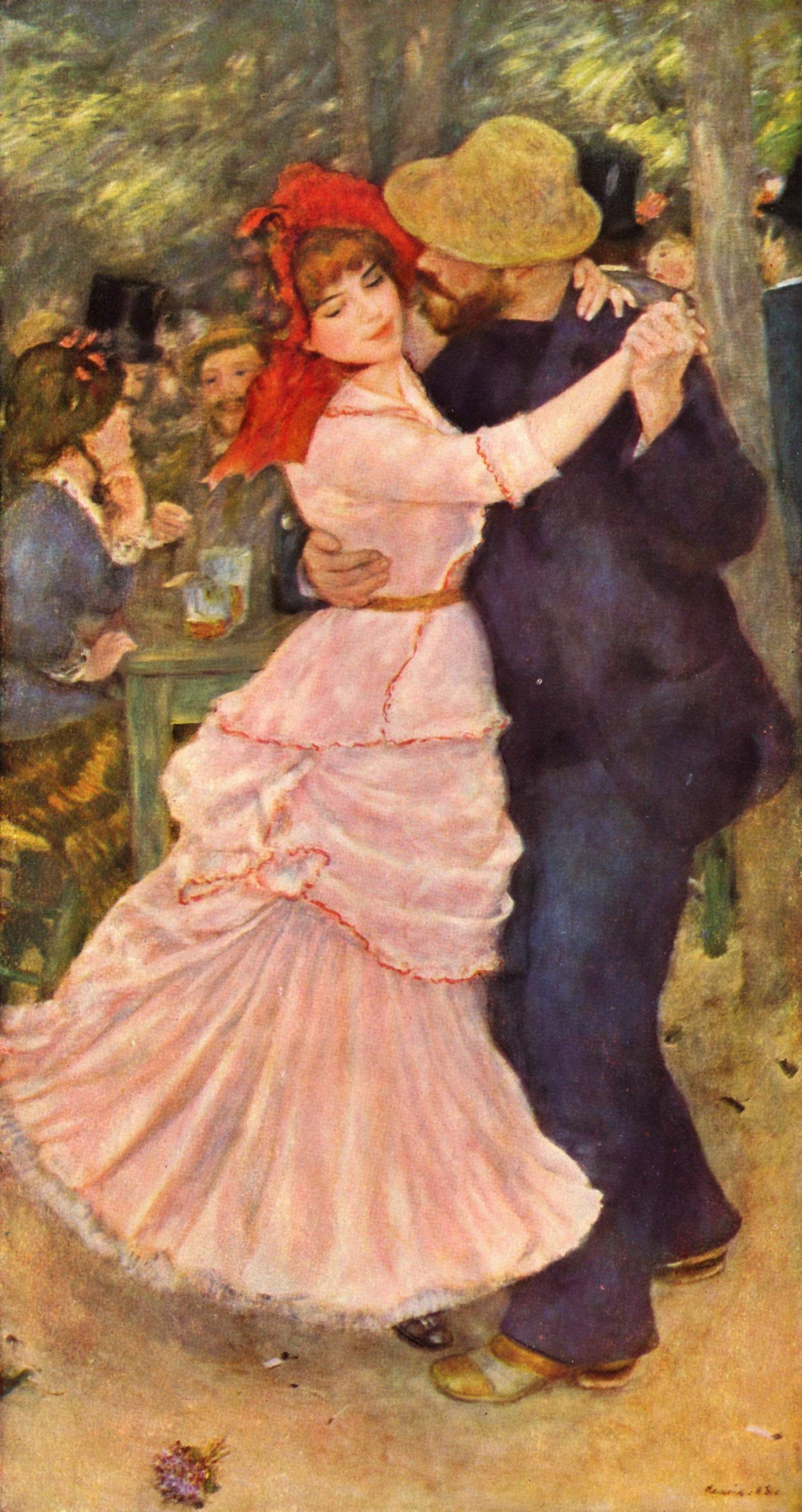
Pierre-Auguste Renoir, Bal à Bougival, 1883

Il valzer, dal tedesco Walzer (AFI: [ˈvalt͡sɐ̯], derivato dal verbo walzen, "girare, ruotare, volteggiare"), è una danza in ritmo ternario nata alla fine del XVIII secolo come evoluzione del Ländler.

## Storia
Diffuso inizialmente in Austria e nel sud della Germania, il valzer conquistò ben presto gran parte dell'Europa: dalla Francia (dove fu introdotto da Maria Antonietta) alla Russia, dall'Italia all'Inghilterra, diventando una danza internazionale. Il successo fu dovuto non solo al carattere fluente e orecchiabile della musica ma anche al fatto che per la prima volta la coppia di ballerini danzava abbracciata.
Il valzer si affermò a Vienna all'inizio del XIX secolo con Johann Strauss padre  ed il suo amico, collega e rivale Joseph Lanner.
In seguito, il valzer viennese, soprattutto con Johann Strauss figlio, conservò un andamento veloce e spigliato, mentre in Francia la nuova danza toccò la massima popolarità all'interno del genere operettistico, acquistando un carattere più languido e sentimentale. In Inghilterra alla fine del XIX secolo si affermò il valzer lento.
Presente sporadicamente nelle opere dei grandi compositori del classicismo viennese (le danze di corte composte da Franz Joseph Haydn e Ludwig van Beethoven, il quale, oltre a scrivere alcuni minuetti a tempo di valzer, diede il titolo di valzer ad alcuni brani per pianoforte), il valzer si impose in ambito colto all'inizio del XIX secolo, grazie a Johann Nepomuk Hummel (che ne definisce il canone formale) e a Carl Maria von Weber. In Francia diventò una forma classica, pianistica e sinfonica, grazie a Hector Berlioz e Fryderyk Chopin. In Italia si sviluppò soprattutto in ambito operistico, mentre in Russia fu impiegato correntemente da Pëtr Il'ič Čajkovskij, in particolare nei balletti ma anche nelle suite e nelle composizioni per pianoforte.
Altri compositori dell'Ottocento che si dedicarono alla composizione di valzer furono Josef Strauss, Eduard Strauss, Émile Waldteufel, Charles Gounod, Jacques Offenbach, Carl Michael Ziehrer.
Nel XX secolo il valzer viennese sopravvisse nelle opere di compositori come Franz Lehár e Robert Stolz, ma anche i compositori espressionisti e pre-espressionisti di area germanica - da Gustav Mahler a Richard Strauss e Alban Berg - lo utilizzarono largamente, sia pure con uno spirito nuovo, caustico e dissacratorio.
Il valzer fu usato anche nella musica jazz. Uno dei principali esponenti fu Bill Evans che spesso utilizzava il tempo 3/4 o anche il 5/4 nelle sue improvvisazioni.
Non è possibile non citare il tipico valzer romagnolo (famosi sono quelli di Secondo Casadei) che si balla ancora oggi nelle balere.

## Oggi
Oggi il valzer è un ballo, anche in ambito popolare, eseguito con poche varianti in tutti i repertori e accompagnato con strumenti tradizionali come l'organetto, la fisarmonica, il piffero e la cornamusa.
Tipici della tradizione francese sono i valzer impari, possono essere a cinque, otto e undici tempi. Per ottenere queste combinazioni di tempi uniscono a uno o più passi di valzer (tre tempi) un passo di marcia (due tempi), così un passo di valzer+uno di marcia danno il valzer a cinque tempi; due passi di valzer+uno di marcia quello a otto tempi, che avendo un numero di appoggi pari, ha la caratteristica di partire sempre con lo stesso piede; tre passi di valzer+uno di marcia quello a undici tempi.

## Valzer musette
Valzer Musette deriva da musette, strumento musicale simile ad una cornamusa. Musetta è una danza pastorale di ritmo ternario o binario diffusa in Francia. Agli inizi del Novecento fu principalmente la fisarmonica con la caratteristica timbrica di un registro che produce un suono struggente e brillante a rendere popolare il "Valzer Musette". Inizialmente venne usata per accompagnare i famosi chansonnier Charles Trenet, Édith Piaf, Georges Brassens, Jacques Brel. Molti fisarmonicisti francesi, e non solo: Louis Ferrari, Yvette Horner, Marcel Azzola, Richard Galliano, contribuirono al successo con le loro interpretazioni e improvvisazioni su temi prettamente strumentali, sincopati e con armonie moderne, eseguiti con swing, che è un ingrediente jazzistico. Nell'anno 1973 venne pubblicata in Italia dalle Edizioni Musicali Farfisa la raccolta "5 Valzer Musette" di Italo Salizzato, pezzi dedicati ad altrettanti famosi fisarmonicisti italiani: Gervasio Marcosignori, Barimar, Wolmer Beltrami, Peppino Principe, Elio Boschello.

## Tango vals
Il Tango vals o valzer argentino o valselito criollo, si basa su musica e danza argentina, frequentemente accompagnata da testo analogamente al tango argentino; nacque alla fine del XIX secolo per un doppio motivo: i valzer viennesi (come quelli di Johann Strauss) erano la musica di moda nella Belle Époque inoltre a partire dalla seconda metà dell'800 e sino alla prima del 900 sulla costa argentina iniziò una consistente immigrazione dall'Europa, che comprendeva svizzeri, austriaci e tedeschi, i quali influirono con le loro musiche sulle musiche folcloristiche argentine.
Dalla fusione con valzer europei nacque così in Argentina uno stile particolare (in 34 anziché 24), il tango vals o "valsesito criollo" con numerosi titoli celebri quali "Salud, dinero y amor", "Caserón de tejas", "Amor y Celos", "Desde el Alma", "Soñar y nada más", "La Tapera" e molti altri.
In generale un valsesito criollo viene eseguito con gli strumenti tipici delle formazioni di tango e può avere uno o più vocalisti, ed è caratterizzato da un tempo più lento e armonico del tango, molto simile al valzer viennese e, come questo, si balla in tre tempi.
Sono molti i nomi, soprattutto di origine italiana, di compositori di tango vals quali Juan D'Arienzo, Rosita Melo, Francisco Canaro, Osvaldo Donato.

## Esempi di valzer

### Dalla musica classica
- Invito alla danza di Carl Maria von Weber (1819)
- Sinfonia fantastica (Secondo movimento: Un Bal) di Hector Berlioz (1830)
- I Valzer di Fryderyk Chopin
- Valzer del Faust di Charles Gounod (1859)
- Valzer in Fa maggiore di Giuseppe Verdi (1859), successivamente orchestrato da Nino Rota
- Morgenblätter di Johann Strauss (1863)
- Sul bel Danubio blu (An der schönen blauen Donau) di Johann Strauss II (1867)
- Geschichten aus dem Wienerwald di Johann Strauss II (1868)
- Wein, Weib und Gesang di Johann Strauss II (1869)
- Wiener Blut di Johann Strauss II (1873)
- Rosen aus dem Süden di Johann Strauss II (1880)
- Donauwellen di Iosif Ivanovici (1880)
- Les Patineurs (I pattinatori sul ghiaccio), valzer di Émile Waldteufel (1882)
- Frühlingsstimmen di Johann Strauss II (1882)
- Sobre las olas di Juventino Rosas (1888)
- Kaiser-Walzer di Johann Strauss II (1889)
- Valzer dei fiori da Lo Schiaccianoci di Pëtr Il'ič Čajkovskij (1892)
- Poudre d'or, di Erik Satie (1901)
- Gold und Silber (Oro e Argento), valzer di Franz Lehár (1902)
- Valse triste di Jean Sibelius (1903)
- La valse, poema coreografico di Maurice Ravel (1919-20)
- Vaubyessard Waltz dalla Madame Bovary di Miklós Rózsa (1949)
- Valzer n. 2 dalla Suite per orchestra di varietà di Dmitrij Dmitrievič Šostakovič (posteriore al 1956)

### Dall'opera lirica e operetta
- Libiamo ne' lieti calici da La traviata di Giuseppe Verdi (1853)
- Quando men vo, valzer di Musetta dalla Bohème di Giacomo Puccini (1896)
- Ballsirenen walzer (Il ballo delle sirene) dall'operetta La vedova allegra di Franz Lehár (1905)
- Duidu dall’operetta Die Fledermaus  di Johann Strauss II (1874)

### Dalla canzone
- Battagliero di Tienno Pattacini (1933)
- Romagna mia di Secondo Casadei (1954)
- Senza fine di Gino Paoli (1961)
- Il valzer del moscerino di Adriano Della Giustina (testo di Laura Zanin) cantato da Cristina D'Avena (1968)
- Valsinha di Chico Buarque (testo di Vinicius de Moraes) (1971)
- La fisarmonica di Stradella di Paolo Conte (1974)
- Poster di Claudio Baglioni (1975)
- Buonanotte fiorellino di Francesco De Gregori (1975)
- Sera di Gallipoli di Alfonso Borghi (testo di Mauro Degola), cantato da Pierangelo Bertoli (1976)
- Arte di Paolo Conte (1977)
- L'ultimo valzer di Guido e Maurizio De Angelis